# Greatest Hits (푸 파이터스의 음반)
| 전문가 평가     | 전문가 평가 |
| 총 점수         | 총 점수     |
| 출처            | 점수        |
| --------------- | ----------- |
| 메타크리틱      | 85/100      |
| 평가 점수       |             |
| 출처            | 점수        |
| AllMusic        | [ 2 ]       |
| The A.V. Club   | A           |
| Kerrang!        | [ 4 ]       |
| Pitchfork       | 7.0/10      |
| Q               | [ 6 ]       |
| Under the Radar | [ 7 ]       |

《Greatest Hits》는 2009년 11월 3일에 발매된 미국의 록 밴드 푸 파이터스의 첫 번째 컴필레이션 음반이다.

## 발매
《Greatest Hits》는 여러 개의 푸 파이터스 히트 싱글을 포함한다. 1995년 데뷔한 《Foo Fighters》 음반 (〈This Is a Call〉과 〈Big Me〉)의 두 개의 싱글이 포함되어 있다. 세 개의 싱글은 1997년 《The Colour and the Shape》 음반 (〈Monkey Wrench〉, 〈Everlong〉 그리고 〈My Hero〉)에 포함되어 있다. 《The Colour and the Shape》은 미국에서 이 밴드의 가장 많이 팔린 음반으로 남아 있다. 두 개의 싱글은 1999년 《There Is Nothing Left to Lose》 음반 (〈Learn to Fly〉와 〈Breakout〉)에 포함되어 있으며, 2002년 《One by One》 음반 (〈All My Life〉와 〈Times Like These〉)에 수록된 두 개의 싱글이다. 한 개의 싱글 (〈Best of You〉)은 2005년에 발매된 이 밴드의 가장 큰 전 세계적인 판매 음반 《In Your Honor》에 수록되어 있다. 〈Best of You〉는 미국, 영국, 호주 싱글 차트에서 이 밴드의 가장 높은 차트인 히트곡으로 남아 있다. 두 개의 싱글은 2007년의 《Echoes, Silence, Patience & Grace》 음반 (〈The Pretender〉와 〈Long Road to Ruin〉)에 수록되어 있다. 《Greatest Hits》는 또한 두 개의 신곡 〈Wheels〉와 〈Word Forward〉를 포함하고 있다.
〈Wheels〉는 2009년 9월 23일, 라디오에서 초연된 이 음반의 첫 번째 싱글이다. 이 싱글은 2009년 9월 29일에 공식적으로 발매되었다. 최근 사망한 데이브 그롤의 친구 지미를 위해 작곡된 〈Wheels〉와 〈Word Forward〉는 《Echoes, Silence, Patience & Grace》 투어 중에 작곡되었고, 프로듀서 부치 비그와의 편집을 위해 특별히 녹음되었다.
이 컴필레이션의 디럭스 버전에는 밴드의 뮤직 비디오와 라이브 공연을 담은 책과 DVD가 포함되어 있다. 또한 〈The Pretender〉를 작업한 샘 브라운 감독의 〈Wheels〉 비디오도 포함되어 있다.

## 곡 목록
| #   | 제목                            | 작사·작곡                                              | 재생 시간 |
| --- | ------------------------------- | ------------------------------------------------------ | --------- |
| 1.  | 〈All My Life〉                 | 데이브 그롤, 테일러 호킨스, 네이트 멘델, 크리스 시프렛 | 4:24      |
| 2.  | 〈Best of You〉                 | 그롤, 호킨스, 멘델, 시프렛                             | 4:16      |
| 3.  | 〈Everlong〉                    | 그롤                                                   | 4:10      |
| 4.  | 〈The Pretender〉               | 그롤, 호킨스, 멘델, 시프렛                             | 4:27      |
| 5.  | 〈My Hero〉                     | 그롤, 멘델, 팻 스미어                                  | 4:19      |
| 6.  | 〈Learn to Fly〉                | 그롤, 호킨스, 멘델                                     | 3:56      |
| 7.  | 〈Times Like These〉            | 그롤, 호킨스, 멘델, 시프렛                             | 4:28      |
| 8.  | 〈Monkey Wrench〉               | 그롤, 멘델, 스미어                                     | 3:53      |
| 9.  | 〈Big Me〉                      | 그롤                                                   | 2:14      |
| 10. | 〈Breakout〉                    | 그롤, 멘델, 호킨스                                     | 3:22      |
| 11. | 〈Long Road to Ruin〉           | 그롤, 호킨스, 멘델, 시프렛                             | 3:48      |
| 12. | 〈This Is a Call〉              | 그롤                                                   | 3:55      |
| 13. | 〈Skin and Bones〉              | 그롤                                                   | 4:04      |
| 14. | 〈Wheels〉                      | 그롤, 호킨스, 멘델, 시프렛                             | 4:38      |
| 15. | 〈Word Forward〉                | 그롤, 호킨스, 멘델, 시프렛                             | 3:49      |
| 16. | 〈Everlong (Acoustic version)〉 | 그롤                                                   | 4:11      |

## 인증
| 국가                                                                                         | 인증        | 판매량/출하량 |
| -------------------------------------------------------------------------------------------- | ----------- | ------------- |
| 오스트레일리아 (ARIA)                                                                        | 6× 플래티넘 | 420,000       |
| 오스트리아 (IFPI 오스트리아)                                                                 | 골드        | 10,000*       |
| 벨기에 (BEA)                                                                                 | 골드        | 15,000*       |
| 캐나다 (뮤직 캐나다)                                                                         | 골드        | 40,000^       |
| 덴마크 (IFPI Danmark)                                                                        | 플래티넘    | 20,000        |
| 독일 (BVMI)                                                                                  | 3× 골드     | 300,000       |
| 아일랜드 (IRMA)                                                                              | 플래티넘    | 15,000^       |
| 이탈리아 (FIMI)                                                                              | 플래티넘    | 50,000*       |
| 뉴질랜드 (RMNZ)                                                                              | 5× 플래티넘 | 75,000        |
| 영국 (BPI)                                                                                   | 5× 플래티넘 | 1,500,000     |
| *판매량을 기반으로 한 인증 · ^출하량을 기반으로 한 인증 · 판매량+스트리밍을 기반으로 한 인증 |             |               |